# Morphy Richards
Morphy Richards – английская компания, выпускающая бытовые электроприборы. Штаб-квартира компании находится в индустриальном парке Swinton Meadows в Свинтоне, недалеко от Мексборо, графство Южный Йоркшир, Англия. 

## История

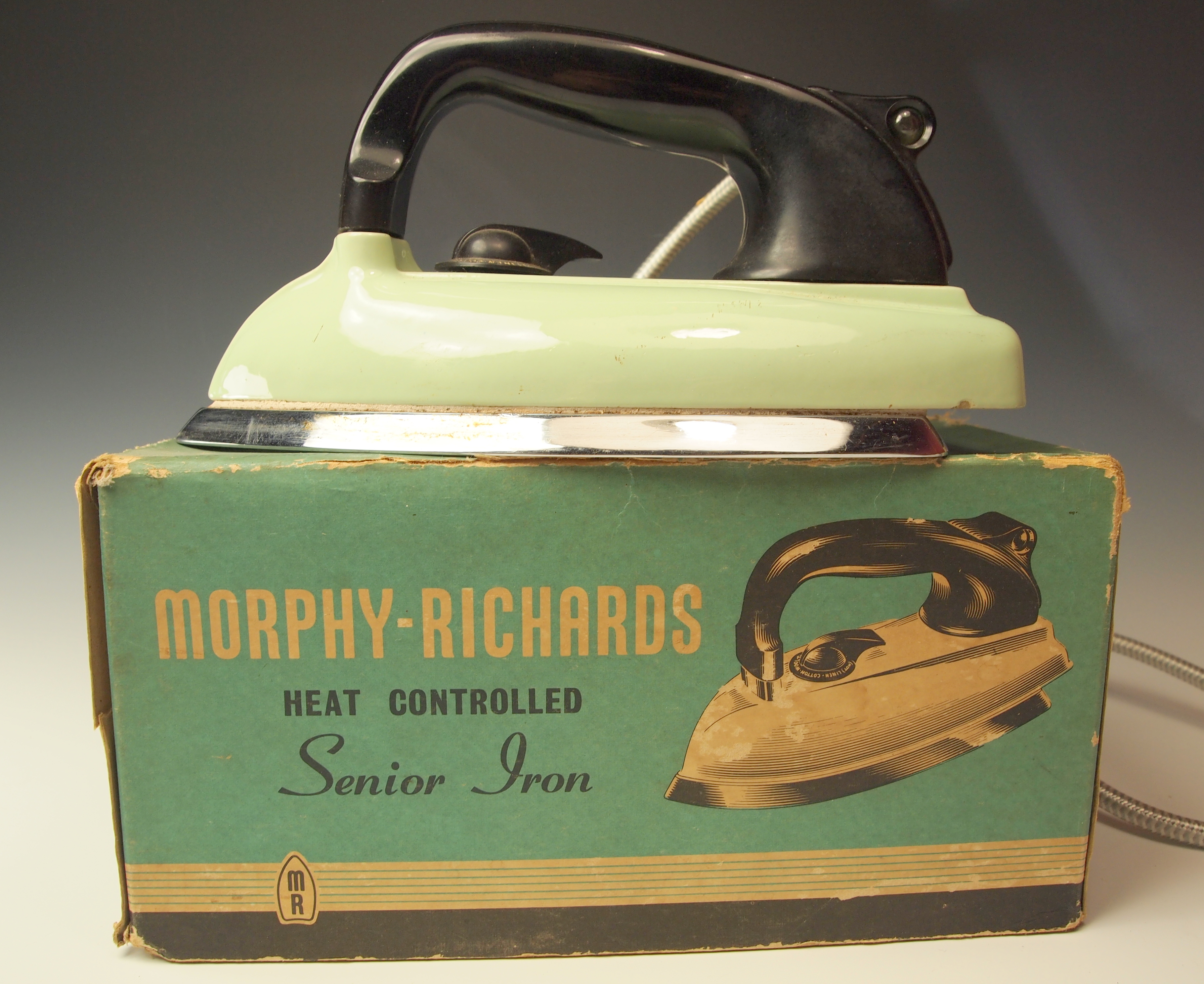
Утюг Morphy-Richards 1950-х годов с оригинальной упаковкой

8 июля 1936 года в Сент-Мэри-Крей, графство Кент, Донал Морфи из Чизлхерста и Чарльз Ричардс из Фарнборо основали компанию Morphy-Richards Ltd. Морфи и Ричардс стали управляющими содиректорами. Они начали с изготовления электрокаминов, а с марта 1938 года также наладили производство электрических утюгов.
В период Второй мировой войны на их заводах изготавливали запасные части для нужд британской авиационной промышленности.
В июне 1944 года A. Reyrolle & Company приобрела треть компании, а их генеральный директор вошел в состав совета директоров Morphy-Richards Ltd. Около 15% произведенных товаров шло на экспорт, чему способствовали дочерние компании в Австралии и Южной Африке. Позднее также была открыта дочерняя компания в Канаде. К тому времени Morphy-Richards Ltd производила около 2000 утюгов в день.
1 мая 1947 года Morphy-Richards Ltd стала публичным акционерным обществом и объединилась с шотландской компанией Astral Equipment Ltd, расположенной в Данди. Astral, специализирующаяся на выпуске центрифуг для сушки белья и холодильников, стала дочерним предприятием, полностью принадлежащим материнской компании. С 1944 по 1954 год председателем правления  был Джордж Вансбро.
В 1949 году Morphy-Richards выпустила свой первый автоматический тостер с биметаллической пластиной, а также электрическую поломоечную машину Simon.
В 1953 году был представлен первый фен для волос собственного производства, спрос на который превзошел все ожидания. Это позволило владельцам компании заявить, что через шесть лет этот продукт завоюет 90% рынка.
В 1954 году компания разработала паровой утюг, что на тот момент считалось революционной технологией.
Одновременно было запущено производство электроконвекторов и панельных (керамических) обогревателей. К 1957 году компания стала крупнейшим в стране поставщиком электрических одеял, выпустила 10-миллионный электрический утюг и собирала 60% тостеров, изготовленных в Великобритании.
16 июня 1957 года Morphy-Richards Ltd за 112 000 фунтов стерлингов приобрела компанию Yelsen Ltd, производителя электрических одеял, расположенную в Раксли, графство Кент, которая стала её дочерней компанией. Также в июне того года были открыты новые заводы в Мексборо и Данди. 40% продукции компании шло на экспорт, а за рубежом открывались новые дочерние компании. Морфи был противником такого стремительного развития производства, а Ричардс, наоборот, считал, что их действия излишне осторожны. В 1957 году председателем правления компании стал сэр Патрик Бишоп.

### EMI
В августе 1960 года Морфи уступил принадлежащую ему долю компании EMI (Electric and Musical Industries), которая затем, по примеру Philips Electrical Industries, попыталась поглотить Morphy-Richards Ltd. На совете директоров Морфи высказался за предложение EMI, однако, Ричардс выступил против. В сентябре 1960 года EMI поглотила Morphy-Richards Ltd. В конце 1950-х годов компания разработала вентиляционную систему Silavent, производство которой для них осуществляла компания Robert McArd & Co.
В декабре 1960 года председатель правления сэр Патрик Бишоп оставил свой пост, после чего Ричардс тоже вышел из состава совета директоров. Морфи оставил должность управляющего директора, но по-прежнему оставался в совете директоров. В результате управляющим директором компании стал Грэм Херст. В марте 1961 года Ричардс стал управляющим содиректором дивизиона электробытовых приборов компании GEC. 12 мая 1961 года в шотландском Данди будущий министр энергетики Великобритании Ричард Вуд, барон Холдернесс, открыл новый завод стоимостью 500 000 фунтов стерлингов, построенный компанией Holland, Hannen & Cubitts.
До июля 1966 года производством в Данди руководил Уиллис Роксбург. К этому времени на долю этого завода приходилось около 25 % всех холодильников, производимых в Великобритании. К 1962 году компания экспортировала свою продукцию в более чем 120 стран мира. В августе 1962 года компания пригласила в качестве консультанта Фабера Биррена, который разработал рекомендации по цветовым решениям для их продукции. 7 декабря 1962 года Ричардс вошёл в состав совета директоров GEC.
В октябре 1963 года Ричардс возглавил дивизион электропроигрывателей EMI. 15 ноября 1964 года Чарльз Ричардс умер в возрасте 64 лет в своем доме в Бакингемшире. В феврале 1965 года велись переговоры с English Electric о приобретении их дивизиона крупной бытовой техники. В апреле 1965 года управляющим директором компании стал Норман Томлинсон.

### GEC
26 мая 1966 года EMI и AEI, владельцы Hotpoint, договорились объединить свои дивизионы бытовой техники и создать 1 июля 1966 года на их базе новую компанию British Domestic Appliances (BDA). К тому времени персонал Morphy Richards насчитывал около 4000 человек. Штаб-квартира BDA находилась в Питерборо, городе, где располагались основные производственные площади Hotpoint.
В сентябре 1967 года GEC заявила о желании взять на себя управление компанией AEI, а 24 мая 1968 года GEC приняла предложение объединить свой дивизион бытовой техники с BDA. В результате, EMI стала владельцем 1/3, а GEC – 2/3 акций компании. Новым управляющим директором стал Лоуренсом Петеркен, с сентября 1966 года назначенный управляющим директором BDA, но через две недели он покинул занимаемую должность. Производство бытовой техники было перенесено в Мексборо на Swinton Works, а в 1970 году завод в Сент-Мэри-Крей, с которого все начиналось, был закрыт. К этому моменту там работали около 1200 человек.
Выпуск электрочайников и кофейных перколяторов продолжился на расположенном неподалеку заводе в Раксли. В январе 1970 года было принято решение отказаться от использования бренда Morphy Richards в производстве холодильников. Бытует мнение, что GEC не был заинтересован в развитии Morphy Richards. 25 мая 1975 года умер Донал Морфи. На тот момент ему было 74 года. В 1970-х годах BDA стал крупнейшим в Великобритании производителем бытовой техники. В 1975 году BDA был переименован в Hotpoint, а небольшая бытовая техника стала продавалась под торговой маркой Morphy Richards.

### Glen Dimplex

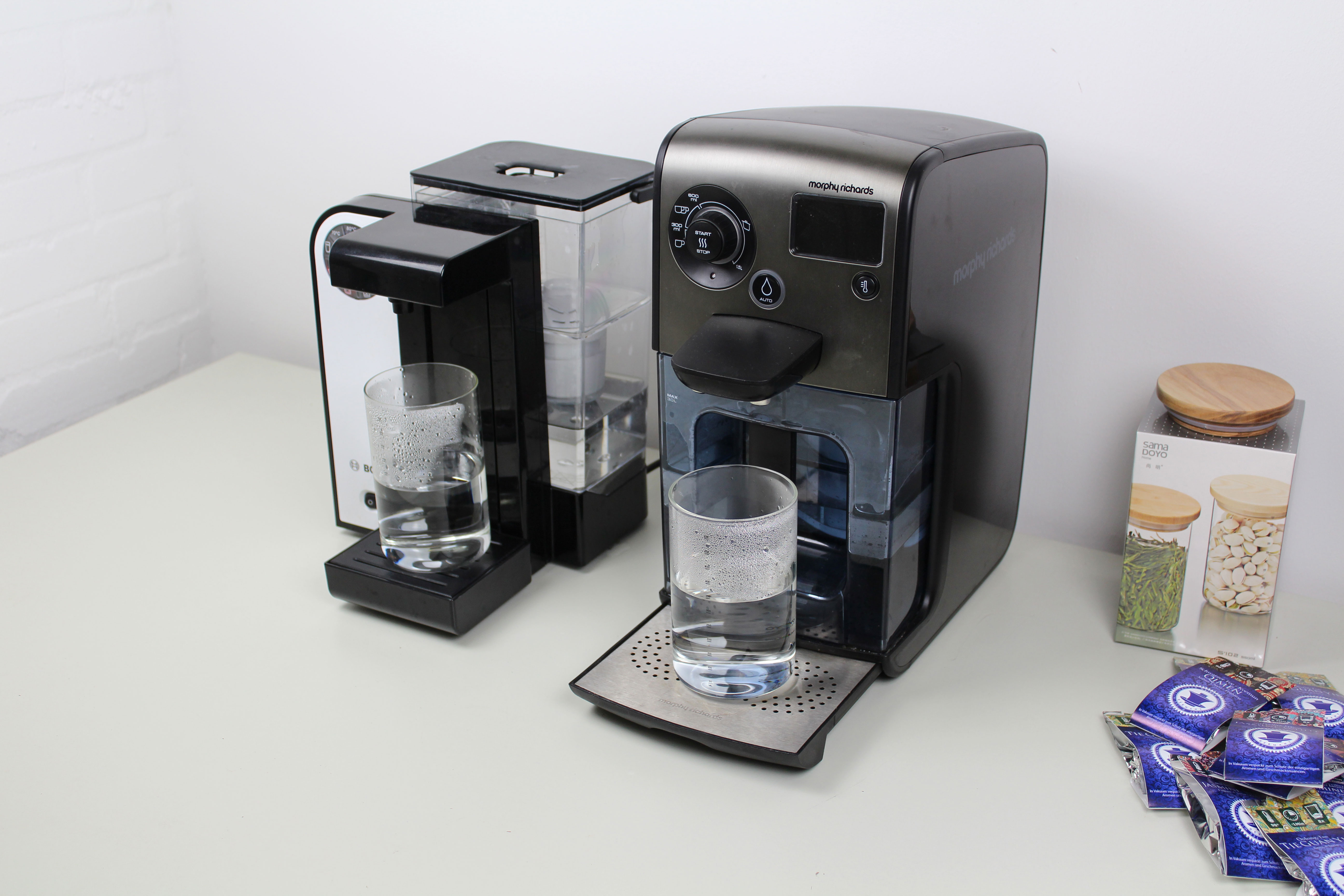
Диспенсеры горячей воды Bosch (слева) и Morphy Richards (справа)

10 мая 1985 года Morphy Richards был приобретен ирландской компанией Glen Dimplex. С конца 1980-х годов компания вновь вышла на передовые позиции благодаря использованию электроники, начинающей все больше проникать в бытовую технику. В 1990-х годах ассортимент продукции значительно расширился.
В 2000-2010-х годах компания стала уделять большее внимание работе на азиатском рынке.
В 2015 году диспенсер Morphy Richards Redefine был удостоен премии «Red dot» и «UX Design Awards»
В 2018 году посуда для микроволновой печи Mico была удостоена премии «Red dot».

## Продуктовая линейка
Morphy Richards специализируется на тостерах, фенах, хлебопечках, электрочайниках, пылесосах, кофеварках, утюгах, бутербродницах, микроволновых печах и другой бытовой технике. В начале своей деятельности компания также занималась выпуском холодильников и стиральных машин, но позже они стали изготавливаться под торговой маркой Hotpoint. Головной компанией является ирландская Glen Dimplex Group. Также они выпускают цифровые радиостанции, предназначенные для работы в стандарте цифрового радиовещания Digital Radio Mondiale (DRM).